# ラリー・ポランスキー

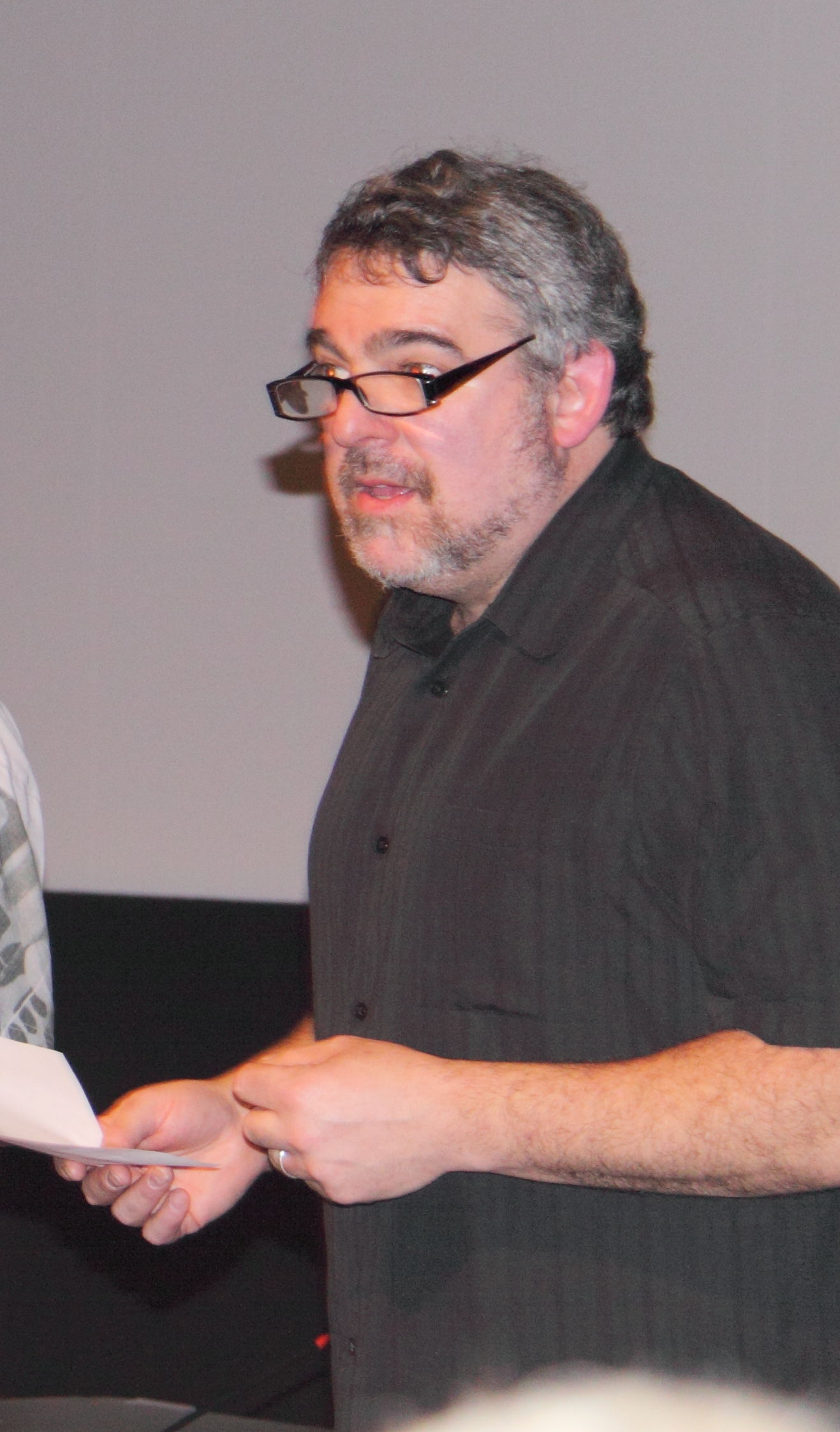
ラリー・ポランスキー（2009年）

ラリー・ポランスキー（Larry Polansky、1954年 - 2024年5月9日）は、アメリカの現代音楽の作曲家、ギタリスト、音楽理論家、著述家。
ニューヨーク出身。作家のスティーヴン・ポランスキーは兄弟である。

## 略歴
ミルス・カレッジでジェイムズ・テニーに師事。カリフォルニア大学サンタクルーズ校で数学と音楽を専攻した。1980年にアメリカ若手作曲家の登竜門BMI作曲家賞を受賞。テニーの業績を継承する形で、自らも純正律を用いた作曲に乗り出した。純正律を使って作曲する者はほとんどの場合簡明なテクスチュアを保つことが多いが、ポランスキーの場合は緻密なリズムも簡明なリズムも硬軟取り混ぜて使えるところが際立ってユニークに映っている。ジャワ・ガムランのためにも作曲しているが、ポランスキーは作曲家で妻のジョディ・ダイアモンドと一緒に「フロッグ・ピーク・ミュージック」を興して他の作曲家にもガムランの作曲を呼びかけ、「アメリカン・ガムラン・インスティチュート」を管理するなど、単なる趣味を超えた本格派である。ジャワ・ガムランで用いられる楽器「グンデル」についての解説書も著している。後はダートマス大学の作曲主任を務めており、既にダートマスの看板のような存在である。2013年に母校のカリフォルニア大学サンタクルーズ校音楽学部に移籍し、2019年に退職。
2024年5月9日に死去。69歳没。

## 創作
現在に至るまで長く続く連作の「四声カノン」のように一見コンセプチャルな創作が主眼のようにも感じられるが、「ジム、ベン、それにルー」のように民俗音楽からのインスパイアも取り込み、ジャワ・ガムランのアンサンブルのために民謡を編曲するなど幅広い。前述の「ジム、ベン、それにルー」で、「世界でもっとも長いメロディー」と題される第3曲目では一切の音形の反復を許さずに連綿と八分音符の純正律の音名が羅列されている。
ポランスキーのピアノ作品は折に触れて小曲が書かれることが多かったが、1989年には「寂道（クロフォード変奏曲）」と題された一連のピアノ変奏曲の大作を完成させた。全曲で75分、指定された二度の休憩を含めると90分程度に達する作品の世界初演は、スイスで3人のピアニストに分担されて行われた。後日、そのピアニストの1人マーティン・クライストが全曲初演を1995年に担当した。ポランスキーと親しい友人でもあるカイル・ガンは「フレデリック・ジェフスキーの『不屈の民』変奏曲と並ぶ、アメリカ発ピアノ変奏曲の双璧である」と述べた。

## 受容
藤枝守の著書『響きの考古学―音律の世界史』と、カイル・ガンの『American Music in the Twentieth Century』に簡易な説明がある。日本で初めて本格的な紹介が行われたのは、1996年のインターリンクフェスティバルで「ジム、ベン、それにルー」が全曲、東京と京都で日本初演されたことである。種々のフレットボードを純正律のために交換したギタリスト、ジョン・シュナイダーも演奏を繰り広げた。

## プライベート
ジョディ・ダイアモンドとの間に一女をもうけた。彼女の「作曲作品」も公開されている。ポランスキーの鉛筆書きや製図ペンで書かれた自筆譜は、近年になって次々とシベリウスで友人その他によって清書され、PDFファイルがフリー公開されている。

## ディスコグラフィ

### アルバム
- Simple Harmonic Motion (1994年、Artifact Recordings)
- Lonesome Road (2001年、New World) ※featuring マーティン・クライスト (ピアノ)
- Change (2002年、Artifact Recordings)
- Four Voice Canons (2002年、Cold Blue Recordings)
- Trios (2004年、Pogus) ※with ダグラス・リペット、トム・アーブ、クリス・マン、クリスチャン・ウォルフ
- The Theory of Impossible Melody (1990年、Artifact Recordings)
- The World's Longest Melody (2010年、New World) ※featuring ドワーム・ギター・カルテット
- Three Pieces for Two Pianos (2016年、New World)
- FreeHorn (2017年、Cold Blue Music)[3]